# The Resident Patient 2
The Resident Patient 2 – to mixtape amerykańskiego rapera Inspectah Deck'a wydany w 2008 roku nakładem Urban Icon Records.

## Lista utworów
1. "Monster"
2. "Feel Good"
3. "Streets"
4. "Queen"
5. "No Words At All"
6. "Y'all Niggaz"
7. "Who’s Who"
8. "S.I"
9. "Gotta Luvit"
10. "Certified"
11. "U Know U No G"
12. "Monster 2"
13. "Everybody Ride"
14. "A Rebel"
15. "Wooden Soldier"
16. "Whats It All About"
17. "Nobody But You"
18. "Hood"
19. "Ny"
20. "Do It 2 Def"
21. "Sometimes"
22. "How I Get Down"
23. "Swaggin"